# Leandro Zárate
Leandro Sebastián Zárate, mais conhecido como Leandro Zárate (Córdoba, 31 de Março de 1984) é um futebolista argentino que atua como atacante.

## Carreira
Após ser o artilheiro da segunda divisão do Campeonato Argentino pelo União de Santa Fé, com 19 gols, foi contratado pelo Botafogo para ser o novo goleador da equipe, que pagou cerca de R$ 1,6 milhão pelo jogador. Zárate tem como ídolo Martín Palermo, em quem se inspira: ambos são altos, de porte físico avantajado e com faro de gol.
Logo, no início de sua passagem pelo Brasil, Zárate encontrou dificuldades para regularizar sua inscrição junto à Confederação Brasileira, o que demandou um período de cerca de dois meses realizando apenas treinamentos.
 A sua estreia pelo Botafogo foi um pouco frustrante para os alvinegros, fora de forma Zárate não conseguiu ter uma boa atuação contra o Náutico e foi vaiado pela torcida. Foi afastado para perder peso, e, no seu terceiro jogo (contra o Vitória), marcou o seu primeiro gol pelo alvinegro, testando firme para o gol.
No início da temporada de 2009, Zárate sumiu do Botafogo do ano alegando problemas familiares e estar abalado com salários atrasados (que foram quitados imediatamente). Ao ser acionado pelo departamento jurídico do Botafogo, foi reintegrado mais uma vez fora de forma física. Dias depois, voltou a desaparecer, sendo afastado definitivamente do elenco. Chegou a ser especulado um empréstimo com o O'Higgins, do Chile, porém, Leandro Zárate segue sem clube.